# 巴东郡
巴东郡，中国古代东汉至唐朝的一个郡，郡治鱼复县（曾又名永安县、人复县，即今重庆市奉节县白帝城）。

## 历史

### 三國巴東郡
东汉初平六年（195年），益州牧刘璋分巴郡置固陵郡，郡治鱼复县（今奉节），建安六年（201年）在蹇胤的要求下更名巴东郡（今奉节县）。北魏《水经注》：“江水又径鱼复县之故（固）陵，旧郡治故陵溪西二里故陵村”；“楚都丹阳所葬，亦犹枳之巴陵矣，故以故陵为名也，有鱼复尉戍此”。刘宋《荆州记》：“鱼复县有固陵村，地多木瓜树，其子大者如丸”。清末《水经注疏》：“郡谓故陵郡也。此地近楚陵，溪及村皆以故陵名。至后汉兴平時，因以鱼复为故陵郡。据郦（道元）说则郡本治此，及改郡为巴东（郡），则治白帝（城），故以此为旧郡也。溪、村皆在今奉节县西。”
刘备入蜀后，荆州军情加急，建安二十年（215年），改巴东郡（今奉节）为军镇江关都尉以备战。东汉“省诸郡都尉，并职太守”，唯边郡仍置都尉或属国都尉，“秩比二千石”与郡同级，“有分县，治民比郡”。建安二十一年（216年），吴蜀暂时分治荆州后，以“鱼复、朐忍、汉丰、羊渠、巫、北井”六县还置固陵郡（今奉节），以廖立为太守。建安二十四年（219年）孙权袭取荆州后，在宜都郡下辖的巫、秭归二县也设立固陵郡。徐慮、蹇機上言请求恢复巴名。于是章武元年（221年），再次更名巴东郡（今奉节）。《华阳国志》：巴东郡（今奉节）、巴西郡（今阆中）、巴郡（今重庆）合称“三巴”。
《三国志》载，章武元年（221年）四月刘备称帝成都，七月即移驻巴东郡（今奉节）伐吴。章武二年（222年）正月克秭归，东吴固陵郡全部沦陷，建置自动取消；二月，刘备兵临夷陵，六月败于东吴军。东吴虽收复地盘，但没有重设固陵郡。
刘备“由步道还鱼复，改鱼复县曰永安”，在白帝城置帝王“永安宫”。从此，这位蜀汉皇帝就一直住在巴东郡（今奉节）白帝城。章武三年（223年）二月，丞相诸葛亮自成都移白帝城，辅助刘备军务；三月，刘备突然病笃，托孤于丞相诸葛亮，尚书令李严为副；四月癸巳殂于永安宫，时年六十三。刘备自正式登基到驾崩，在成都一共只做了3个月的皇帝，其余时间几乎一直在白帝城，巴东郡（今奉节）是当时蜀国事实上的最高政治军事中心。刘后主时，巴东郡（今奉节）置永安都督，镇守白帝城，终蜀汉一世。
晋朝初，永安县还名鱼复县（今奉节），仍置巴东郡（今奉节），领县七。晋武帝咸宁五年（279年）末，益州（今成都）龙骧将军王浚、巴东郡（今奉节）广武将军唐彬合建西晋水师，顺长江“下巴蜀”灭东吴，完成三国归晋。太康初，巫、北井二县归隶建平（郡），羊渠省入南浦，巴东郡（今奉节）辖“鱼复、朐忍、汉丰、南浦”四县。晋之巴东郡（今奉节）“以盐立国”，繁盛一时，人口户数约为同时期巴郡（今重庆）两倍，每平方公里人口密度更超巴郡（今重庆）四倍以上！
南北朝刘宋时期，巴东郡（今奉节）封巴东国（今奉节），辖“鱼复、朐忍、汉丰、南浦、新浦、巴渠、黾阳”七县。宋明帝泰始五年（469年），巴东郡（今奉节）白帝城置三巴校尉，兼巴东（郡）太守，辖“巴东郡、巴西郡、巴郡、梓潼郡、建平郡”五郡。齐高帝建元二年（480年），三巴校尉府改巴州（今奉节），辖“巴东郡、巴郡、建平郡、涪陵郡”四郡。萧梁普通五年（523年），又改为信州（今奉节），北周始置信州（今奉节）总管府，辖七州。大象二年（580年），原益州（今成都）总管府辖区的“新州（今三台）、遂州（今遂宁）、普州（今安岳）、合州（今合川）、泸州（今泸州）、戎州（今宜宾）”，划归信州（今奉节）总管府，致信州（今奉节）总管府辖区扩大到十三州。
隋開皇三年（583年）廢郡存州。

### 隋代巴東郡
隋朝开皇元年（581年），信州（今奉节）领四郡共六县“人复、云安、巫、大昌、长宁、乐乡”。开皇三年（583年），天下废郡存州，信州（今奉节）领“人复、云安、巫、大昌、长宁、乐乡、安乡、梁山、武宁”九县。同年，信州（今奉节）改属县“巫”名“巫山”，巫山“县名”始于此！改属县“长宁”名“秭归”，秭归“县名”恢复汉制旧名始于此！《隋书》载：开皇五年（585年）十月，元帅杨素任信州（今奉节）总管府总管时，经略长江上游，号令全蜀兵马，管辖包括成都在内的当时整个四川地区。开皇十八年（598年），信州（今奉节）改辖区西部属县“安乡”名“南浦（今万州）”；又改辖区东部属县“乐乡”置“巴东县”，巴东“县名”始于此！大業三年（607年），复又废州改郡，信州（今奉节）恢复汉制旧名巴东郡（今奉节），领“人复、云安、巫山、大昌、秭归、巴东、南浦、梁山、武宁、新浦、盛山、临江、务川、扶阳”十四县，为当时四川地区第一大郡。
唐朝武德元年（618年），天下废郡改州，巴东郡（今奉节）再改信州（今奉节）。武德二年（619年），信州（今奉节）更名夔州（今奉节），仍置夔州总管府；同年，割属县秭归、巴东二县置归州（今秭归）来属夔州（今奉节）总管府，为秭归“州制”之始。武德四年（621年），夔州总管李孝恭平萧铣，复置硖州（今宜昌）来属夔州（今奉节）总管府。至此，长江三峡地区以夔州（今奉节）为主，硖州（今宜昌）位次、归州（今秭归）再次的三大军政中心格局遂成型，并一直延续后世宋、元、明、清各季。貞觀十四年（640年），夔州（今奉节）总管府改都督府，辖今重庆直辖市、湖北宜昌及恩施地区、贵州北部、湖南西部等共十九州。天宝元年（742年）天下废州改郡，夔州（今奉节）更名云安郡，硖州（今宜昌）还名夷陵郡，而归州（今秭归）则改用夔州（今奉节）旧名巴东郡。从此，巴东“郡名”从奉节迁至秭归。巴东领三县：秭归县、兴山县、巴东县。乾元元年（758年），天下废郡改州，于是云安郡复置夔州（今奉节），夷陵郡复置硖州（今宜昌），巴东郡复置归州（今秭归）。从此，中国历史上巴东郡不复存矣。